# Ursula Wohlenberg
Ursula Wohlenberg (* 16. Januar 1913 in Chicago; †  5. Dezember 1995) war eine deutsche Journalistin und Politikerin. Sie war von 1953 bis 1962 Chefredakteurin der Wochenzeitung „Die Frau von heute“ und von 1954 bis 1958 Abgeordnete der Berliner Stadtverordnetenversammlung.

## Leben
Wohlenberg, Tochter eines Angestellten, stammte aus den USA. Sie besuchte die Volksschule und erlernte den Beruf einer Kindergärtnerin und Hortnerin. Während der Weimarer Republik gehörte sie ab 1932 der Kommunistischen Partei-Opposition (KPO) an. Ab 1933 leistete sie illegale Widerstandsarbeit gegen den Nationalsozialismus.
Nach dem Zweiten Weltkrieg trat sie dem Demokratischen Frauenbund Deutschlands (DFD) bei und wurde Referentin für vorschulische Erziehung. Ab 1946 war sie für die Presse in der Sowjetischen Besatzungszone tätig. Sie wurde 1946 Mitglied der Sozialistischen Einheitspartei Deutschlands (SED). Von 1949 bis 1952 war sie Pressereferentin der SED-Landesleitung Sachsen-Anhalt und zeitweise persönliche Referentin des SED-Landesvorsitzenden Bernard Koenen. Von 1952 bis 1953 fungierte sie als stellvertretende Chefredakteurin der SED-Bezirkszeitung „Freiheit“. Sie war dann als Nachfolgerin von Ilse Reinicke von 1953 bis 1962 Chefredakteurin der Wochenzeitung „Die Frau von heute“. Von 1954 bis 1958 gehörte sie als Mitglied der DFD-Fraktion der Berliner Stadtverordnetenversammlung an. Sie war von 1954 bis 1987 Mitglied des Bundesvorstandes und von 1960 bis 1964 Mitglied des Präsidiums und des Sekretariats des Bundesvorstandes des DFD.
Von Dezember 1961 bis 1967 war sie Mitglied des Präsidiums des Zentralvorstandes des Verbandes der Journalisten der DDR (VDJ). Sie war dann von 1964 bis 1968 stellvertretende Chefredakteurin der Erfurter SED-Bezirkszeitung  „Das Volk“ und von September 1968 bis Dezember 1972 stellvertretende Chefredakteurin des Organs des Staatsrates und des Ministerrates der DDR „Sozialistische Demokratie“. Anschließend war sie als Mitarbeiterin des Büros des Ministerrates der DDR sowie als Lektorin beim Staatsverlag der DDR tätig.

## Auszeichnungen
- 1962 Franz-Mehring-Ehrennadel
- 1962 Clara-Zetkin-Medaille
- 1969 Verdienstmedaille der DDR
- 1973 Vaterländischer Verdienstorden in Bronze und 1988 in Silber